# Каушанский, Давид Моисеевич
Давид Моисеевич Каушанский (нем. D. M. Kauschansky, при рождении Ду́вид-Янкель Мойшевич Каушанский; 15 (28) марта 1893, Кишинёв — 8 августа 1968, Кишинёв) — немецкий, румынский и советский правовед, доктор юридических наук, профессор.

## Биография
Родился 15 марта (по старому стилю) 1893 года в Кишинёве, в семье купеческого сына Мойше Элевича Каушанского (1867—?) и Рейзи Каушанской. Окончил гимназию в Кишинёве, затем получил филологическое и юридическое образование в Черновицком университете (1919—1920), Базельском (1920—1921) и Гейдельбергском (1921—1922) университетах (окончил последний со степенью доктора римского и гражданского права по теме «Сравнительное изложение права внебрачного ребенка по современному праву»). Стажировался в университетах Берлина и Фрейбурга. С 1922 года — доцент Гейдельбергского университета, с 1924 года — доцент в Берлинском университете.
С 1931 года — профессор Парижского университета, с 1934 по 1940 год — профессор кафедры гражданского и международного права Бухарестского университета. В 1936 году в Бухаресте женился на Эле Ворожильцевой (в девичестве Зелингер). С присоединением Бессарабии к СССР в 1940 году вернулся в Кишинёв и был назначен одновременно профессором Кишинёвской консерватории, педагогического института и института иностранных языков (преподавал немецкий язык). Вошёл в состав кодификационной комиссии Наркомата юстиции Молдавской ССР.
С началом войны был эвакуирован с педагогическим институтом в Чимкент, где работал учителем средней школы, а с 1943 года — преподавателем Алма-Атинского государственного юридического института. С 1945 года — профессор по кафедре государственного права. Награждён медалью «За доблестный труд в Великой Отечественной войне 1941—1945 гг.» (1946).
В 1947 году — первый заведующий кафедрой теории и истории государства и права Ростовского государственного университета. Уволен во время кампании по борьбе с космополитизмом (1948).
Опубликовал ряд работ в области гражданского и международного права, истории юриспруденции, а также в области филологии. На русском языке в 1930-е годы публиковался в журнале «Закон и Суд: Вестник Русского юридического общества» (Рига), сотрудничал в журнале «Judische Familien Forschung». Среди публикаций — обзоры по истории и современному правовому положению в мусульманских странах, в СССР, Румынии, на Балканах, по правовым аспектам в старославянских и древнееврейских источниках.
Умер 8 августа 1968 года, похоронен на еврейском кладбище в Кишинёве .

## Монографии
- Evolution des Sovietrussischen Eherechts. Die Ehe im Gesetz und in der Gerichtspraxis. Berlin: Marcus Verlag, 1931.
- Evolution Des Sowjetrussischen Familienrechts. Berlin—Köln: Marcus Verlag, 1931.